# Conus polongimarumai
Espèce
Statut de conservation UICN

 LC  : Préoccupation mineure
Conus polongimarumai est une espèce de mollusques gastéropodes marins de la famille des Conidae.
Comme toutes les espèces du genre Conus, ces escargots sont prédateurs et venimeux. Ils sont capables de « piquer » les humains et doivent donc être manipulés avec précaution, voire pas du tout.

## Description
La taille de la coquille varie entre 13 mm et 32 mm.

## Distribution
Cette espèce marine est présente au large des Philippines, des Îles Marshall ; de la Nouvelle-Calédonie et de l'Ouest de la Thaïlande.

### Niveau de risque d’extinction de l’espèce
Selon l'analyse de l'UICN réalisée en 2011 pour la définition du niveau de risque d'extinction, cette espèce se trouve aux Philippines, dans les îles Marshall, en Nouvelle-Calédonie et en Thaïlande occidentale et est très rare dans certaines parties de son aire de répartition. Il n'y a pas de menaces connues pour cette espèce. Elle est classée dans la catégorie " préoccupation mineure ".

## Taxonomie

### Publication originale
L'espèce Conus polongimarumai a été décrite pour la première fois en 1980 par le malacologiste japonais Sadao Kosuge (d) dans « Bulletin of the Institute of Malacology »,.

### Synonymes
- Conus (Stephanoconus) polongimarumai Kosuge, 1980 · appellation alternative
- Rolaniconus polongimarumai (Kosuge, 1980) · non accepté
- Taranteconus polongimarumai (Kosuge, 1980) · non accepté